# Aírton Graciliano dos Santos
Aírton Graciliano dos Santos (* 15. Mai 1974 in Porto Alegre), auch bekannt als Caíco, ist ein ehemaliger brasilianischer Fußballspieler.

## Karriere
Caíco begann seine Profilaufbahn 1992 beim brasilianischen Erstligisten SC Internacional in seiner Heimatstadt. 1996 unterschrieb er einen Vertrag beim japanischen Erstligisten Verdy Kawasaki. 1996 erreichte er das Finale des J.League Cup. 1996 kehrte er nach Brasilien zurück. Danach spielte er beim CR Flamengo, FC Santos, Athletico Paranaense und Coritiba FC.

## Erfolge
Seleção Brasileira
- Turnier von Toulon: 1993
- U-20-Fußball-Weltmeisterschaft: 1993

Internacional
- Staatsmeisterschaft von Rio Grande do Sul: 1992, 1994
- Copa do Brasil: 1992

Santos
- Torneio Rio-São Paulo: 1997

Athletico Paranaense
- Staatsmeisterschaft von Paraná: 1998

Atlético Mineiro
- Staatsmeisterschaft von Minas Gerais: 2000

Coritiba
- Série B: 2007

Itumbiara
- Staatsmeisterschaft von Goiás: 2008